# Orthomorpha beaumontii
Orthomorpha beaumontii är en mångfotingart som först beskrevs av LeGuillou 1841.  Orthomorpha beaumontii ingår i släktet Orthomorpha och familjen orangeridubbelfotingar. Inga underarter finns listade i Catalogue of Life.